# Monom
Ett monom är den enklaste formen av polynom och består endast av en term. Ett monom kan avse polynomet x eller någon heltalspotens av det, xn. Monom kan också innefatta flera variabler, {\displaystyle x^{k}y^{l}z^{m}}, eller någon konstant, exempelvis {\displaystyle 7x^{3}y^{2}z^{4}}. Oavsett vad som avses med ett monom är mängden av alla monom en delmängd till alla polynom som är sluten under multiplikation.

## Monom som baser
Alla polynom är linjärkombinationer av monom, så att monom kan användas som bas för vektorrum av polynom. Enligt Stone-Weierstrass sats kan alla element i Banachrummet {\displaystyle C[a,b]} (alla kontinuerliga funktioner på intervallet {\displaystyle [a,b]}) med supremumnormen approximeras med polynom, som bildar en tät delmängd i {\displaystyle C[a,b]}. En bas för denna delmängd är då monomen {\displaystyle t^{n}}, men enligt Müntz-Szász sats behövs inte alltid alla dessa monom.